# Abdou Labo
Abdou Labo (* 1950 in N’Guigmi) ist ein nigrischer Politiker.

## Leben
Abdou Labo ging von 1956 bis 1962 auf die Grundschule in seinem Geburtsort N’Guigmi. Danach besuchte er bis 1968 das Lycée national in Niamey und anschließend bis 1971 die Schule für Meteorologie und zivile Luftfahrt (EAMAC) in Niamey, die er mit einem Diplom als leitender Techniker für Flugnavigation abschloss. Labo arbeitete ab 1971, zunächst als Fluglotse, für den Flughafen Niamey. Er studierte von 1976 bis 1979 an der Université Nationale du Zaïre in Kinshasa, wo er ein Diplom als Luftfahrtingenieur machte, und von 1982 bis 1983 am Institut für Lehre und Erforschung der Luftfahrt an der Universität Paul Cézanne Aix-Marseille III in Aix-en-Provence, wo er ein diplôme de troisième cycle universitaire erhielt. 1984 wurde Labo zum Kommandanten des Flughafens Niamey ernannt. Diese Funktion übte er zehn Jahre lang aus.
In der Übergangsphase zu einem Mehrparteiensystem in Niger Anfang der 1990er Jahre gehörte Abdou Labo zu den Gründungsmitgliedern der sozialdemokratischen Partei CDS-Rahama. Beim Gründungskongress im Januar 1991 wurde er als Sekretär für Verteidigung, Veteranen und Sicherheit in das Leitungsgremium der Partei gewählt. Der Parteivorsitzende Mahamane Ousmane gewann die Präsidentschaftswahlen 1993. In dessen Regierung bekleidete Abdou Labo von April 1993 bis September 1994 das Amt des Staatssekretärs für Kommunikation. Im Oktober 1994 wurde er Verteidigungsminister. Nach den Parlamentswahlen 1995 sah sich Staatspräsident Ousmane gezwungen, Hama Amadou von der gegnerischen Partei MNSD-Nassara zum Premierminister zu ernennen. Abdou Labo verlor infolgedessen im Februar 1995 sein Ministeramt. Der gegenseitigen Blockade des Staatspräsidenten auf der einen Seite und der Regierung mit ihrer parlamentarischen Mehrheit auf der anderen Seite wurde durch einen Militärputsch Anfang 1996 ein Ende gesetzt. Labo erhielt beim zweiten ordentlichen Parteikongress der CDS-Rahama im Januar 1996 in deren Leitungsgremium als Sekretär für Wahlen einen neuen Posten.
Beim dritten ordentlichen Parteikongress der CDS-Rahama im August 1999 wurde er in seinem Amt als Sekretär für Wahlen bestätigt. Er leitete die Wahlkampagne der Partei bei den Parlaments- und Präsidentschaftswahlen 1999. Neuer Staatspräsident wurde Mamadou Tandja vom MNSD-Nassara, der mit der CDS-Rahama eine Koalition einging. Abdou Labo wurde im Januar 2000 Minister für Infrastruktur und Verkehr. Bei Regierungsumbildungen in den darauffolgenden Jahren wechselte er mehrmals seine Ressorts. Im Juni 2001 wurde er Minister für Infrastruktur, Wohnbau und Straßenbau und im November 2002 Staatsminister für Kultur, Sport und Spiele der Frankophonie. Dieses Amt übte er bis November 2004 aus, um dann bei den Parlamentswahlen 2004 im Wahlkreis Maradi als Abgeordneter in die Nationalversammlung gewählt zu werden. Anschließend kehrte er im Dezember 2004 als Staatsminister für Wasserwirtschaft, Umwelt und Kampf gegen die Desertifikation in die Regierung unter Staatspräsident Tandja zurück. Während seiner Amtszeit wurden die Gueltas und Oasen des Aïr, die Mare de Dan Doutchi, die Mare de Lassouri, die Mare de Tabalak und die Oasen des Kawar in die Liste der Ramsar-Gebiete in Niger aufgenommen. Ab Februar 2007 war er Staatsminister für Wasserwirtschaft, bis er im Mai 2007 aus der Regierung ausschied.
Beim Parteikongress der CDS-Rahama im September 2007 wurde Labo zum stellvertretenden Parteivorsitzenden gewählt. Im Januar 2011 wurde er in den Regionalrat von Maradi gewählt. Zwischen Labo und dem Parteivorsitzenden Mahamane Ousmane traten tiefe Meinungsverschiedenheiten zu Tage. Während die von Ousmane vorgegebene offizielle Parteilinie lautete, bei der Stichwahl der Präsidentschaftswahlen 2011 Seini Oumarou vom MNSD-Nassara zu unterstützen, gaben Abdou Labo und weitere CDS-Rahama-Funktionäre ihre Unterstützung für Mahamadou Issoufou vom PNDS-Tarayya bekannt. Mahamadou Issoufou gewann die Wahlen und holte Abdou Labo im April 2011 als Staatsminister für Inneres, Sicherheit, Dezentralisierung und religiöse Angelegenheiten in seine Regierung. Im August 2013 übernahm Labo stattdessen das Amt des Staatsministers für Landwirtschaft.
Im Juni 2014 wurde in Niger eine Babyhandelaffäre aufgedeckt. Etwa dreißig Personen gerieten in den Fokus polizeilicher Ermittlungen wegen Kindesunterschiebung im Zusammenhang mit dem Kauf von Säuglingen aus illegalen „Babyfabriken“ im Nachbarland Nigeria. Abdou Labo gehörte neben Ex-Premierminister Hama Amadou zu den bekanntesten Persönlichkeiten, denen als Käufer eine Verwicklung in die Affäre vorgeworfen wurde. Im August 2014 kam Labo auf gerichtliche Anordnung hin in Untersuchungshaft im Zivilgefängnis in Say. Forderungen nach seinem Rücktritt als Minister wies er zunächst zurück. Seine politische Laufbahn schien unbeschadet zu bleiben: Beim Parteikongress der CDS-Rahama im September 2014 wurde er anstelle von Ousmane zum Parteivorsitzenden gewählt. Aus der Regierung schied Labo im August 2015 schließlich doch aus. Der Streit zwischen Labo und Ousmane in der CDS-Rahama, der zwischenzeitlich die Gerichte beschäftigt hatte, führte letztlich im November 2015 zum Parteiausschluss Ousmanes. Labo kandidierte bei den Präsidentschaftswahlen von 2016 für die CDS-Rahama und wurde mit 3,04 % der Stimmen fünfter von fünfzehn Bewerbern.

## Ehrungen
- Großoffizier des Verdienstordens Nigers (2004)
- Offizier der Ehrenlegion (2004)[1]